# امانوئل کیپچیرچیر موتای
امانوئل کیپچیرچیر موتای (انگلیسی: Emmanuel Kipchirchir Mutai؛ زادهٔ ۱۲ اکتبر ۱۹۸۴) ورزشکار دونده ماراتن اهل کنیا است.
وی در مسابقات کشوری و بین‌المللی در مجموع برندهٔ ۱ مدال طلا، ۷ مدال نقره شده‌است.